# Тарокоидные языки
Тарокоидные языки (англ. Tarokoid languages) — ветвь языков бенуэ-конголезской семьи нигеро-конголезской макросемьи.

## Классификация
Классификация:
Тарокоидные
- баромоид.
- зап.-центр
- сев.-зап.
- южные
- элойи
- восточные
- нинзоид.
- алумоид.
- ндуноид.